# Église de la ville de rêve
L'église de la ville de rêve (anglais : Dream City Church) est une megachurch chrétienne évangélique pentecôtiste multisite basée à Phoenix (Arizona), aux États-Unis. Elle est affiliée affiliée aux Assemblées de Dieu. Son pasteur principal est Luke Barnett.  

## Histoire

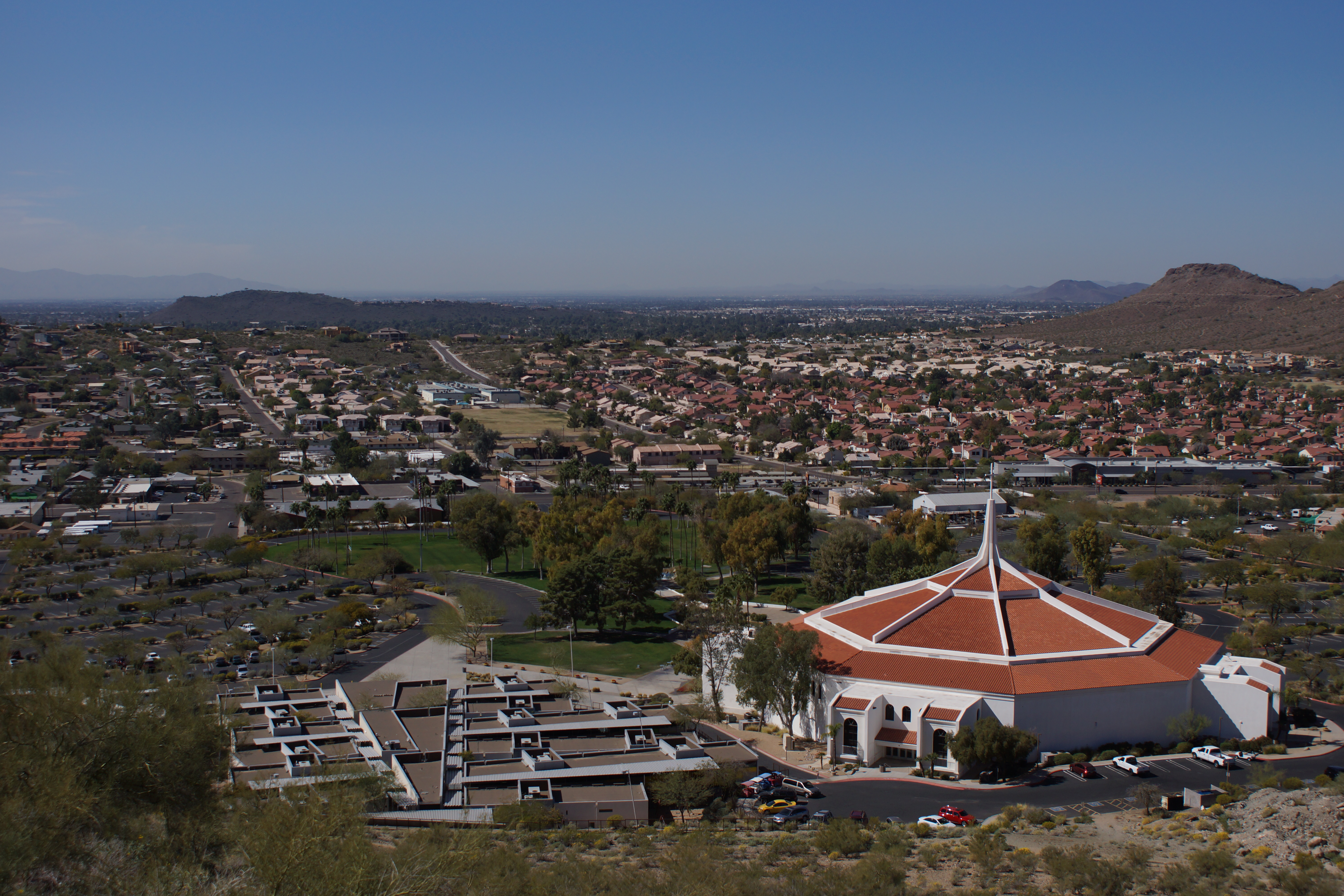
Campus de Dream City Church Phoenix

L'église a été fondée en 1923 sous le nom de Phoenix First Assembly.
En 1979, Tommy Barnett en devient le pasteur principal.
En 2011, Luke Barnett devient le pasteur principal.
En 2011, l’église dit compter 10 000 personnes. 
En 2013, l’église compterait 22 500 personnes.
En novembre 2015, l'église ouvre un campus à Scottsdale (Arizona) . En 2015, Phoenix First Assembly prend le nom de Dream City Church.  En février 2016, Community Church of Joy, une ancienne église luthérienne à Glendale (Arizona) fusionne avec Dream City Church. En 2022, elle avait ouvert 8 campus dans différentes villes.

## Dream Center
En 1994, l’église a fondé le Dream Center à Los Angeles, une organisation qui offre une banque alimentaire, des vêtements et des programmes d’aide pour les sinistrés, les victimes de violence domestique, de toxicomanie et de traite des êtres humains et des prisonniers ,.  En 2023, l'organisation a établi 84 centres dans d'autres villes et pays du monde.